# 케이던스 디자인 시스템즈
케이던스 디자인 시스템즈(Cadence Design Systems, Inc., cādence로 표시)는 미국의 다국적 기술 및 컴퓨터 소프트웨어 회사이다. 캘리포니아 산호세에 본사를 둔 케이던스는 SDA 시스템즈와 ECAD의 합병을 통해 1988년에 설립되었다. 처음에는 반도체 산업을 위한 전자 설계 자동화(EDA) 소프트웨어를 전문으로 한 이 회사는 현재 집적 회로, SoC(시스템 온 칩), 인쇄 회로 기판 및 의약품과 같은 제품 설계를 위한 소프트웨어 및 하드웨어를 만들고 있으며, 전자, 항공우주, 방위산업, 자동차 산업 등을 포함한 지식 재산권 라이선싱을 수행한다.

## 같이 보기
- 반도체 IP 코어